# Hauk Aabel
Hauk Erlendson Aabel, född 21 april 1869 i Førde i Sunnfjord, Sogn og Fjordane fylke, död 12 december 1961 i Oslo, var en norsk skådespelare, främst känd för sina många komiska roller såväl inom teater och revy som inom film.

## Teaterkarriär
Aabel blev student 1889 och filosofie kandidat 1890. Han scendebuterade vid Christiania Theater i Kristiania 1897 och slog igenom 1899 med sin originella, uttryckssnabba komik. Han kom därefter att tillhöra flera teatrar i samma stad, framför allt Nationaltheatret 1900–1904 och åter från 1911, Centralteatret 1904–1907 och Fahlstrøms teater 1907–1911. Säsongerna 1920–1921 och 1930–1931 var han anställd vid Chat Noir och Det Nye Teater.
Med sitt folkliga østlandska lynne blev Aabel en av sin tids mest populära norska komediskådespelare. Han ägde en frodig talang förenad med en varm mänsklig förståelse, och sörjde alltid för att humöret och fantasin inordnade sig under en levande karaktärsteckning. Även på Nationaltheatret spelade han ibland fria och drastiska fars- och operettfigurer som Klinke i Spanska flugan och Tussing i Läderlappen, men oftast spelade han karaktärskomedi, såväl i samtida komedier såsom Vilhelm Krags Baldevins bryllup och Gustaf af Geijerstams bondepjäser som i klassiska komedier såsom Ludvig Holbergs Den stundeslöse.
Överlag låg hans huvudinsats hos Holberg. I en rad roller, särskilt som Oldfux i Den stundeslöse och i titelrollen i Jeppe på berget, gjorde han Holberg levande i den moderna norska teatern. Bland hans många andra karaktärsroller kan nämnas pastor Stråmand i Henrik Ibsens Kärlekens komedi, bryggarmästare Jacobsen i Bjørnstjerne Bjørnsons Ett handelshus, Sommerblom i Nils Kjærs Det lykkelige valg och Evensen i Oskar Braaten Det stora barndopet. Hans sista genidrag var den grånande åldringen Corbaccio i Ben Jonsons Volpone (1929). Han firade sitt fyrtioårsjubileum på scenen hösten 1937 som Klinke i Spanska flugan, och våren 1938 uppträdde han för sista gången på Nationaltheatret, som Oldfux i Holbergs Jacob von Tyboe.
Aabel gav ut sina memoarer i två band: Moro var det lell (1935) och Gode gamle dager (1949). Han biograferades redan 1918 av Erling Alm-Vik: Hauk Aabel.

## Filmkarriär
Aabel filmdebuterade 1917 i Mauritz Stillers Alexander den Store. Hans högst originella spelstil kan upplevas i några centrala norska filmer från 1930-talet: Det stora barndopet (1931), En glad gutt (1932), Jeppe på bjerget (1933), Du har lovet mig en kone! (1935) och Ungen (1938).

## Familj
Aabel var son till distriktsläkaren (Morten) Andreas Leigh Aabel och dennes fru Wilhelmine Louise (“Mina”) Collett. Han gifte sig 1901 med skådespelerskan Svanhild Johannessen och var far till skådespelarna Per och Andreas Aabel.

## Filmografi
Efter Internet Movie Database:
- 1917 – Alexander den store
- 1927 – Trollälgen
- 1931 – Det stora barndopet
- 1932 – En glad gutt
- 1933 – Jeppe på bjerget
- 1935 – Du har lovet mig en kone!
- 1936 – Morderen uten ansikt
- 1938 – Ungen
- 1939 – Valfångare